# Gelasma fuscofrons
Gelasma fuscofrons là một loài bướm đêm trong họ Geometridae.